# Копировально-множительная техника
Копировально-множительная техника — комплекс средств, предназначенных для копирования и размножения документов непосредственно с первичного документа. Постоянная печатная форма при использовании данных средств не используется, как и специальная подготовка оригинала.

## Классификация
Копировально-множительная техника подразделяется на средства оперативной полиграфии и средства репрографии. При использовании средств репрографии, также именуемых средствами копирования, копия снимается непосредственно с оригинального документа. Средства оперативной полиграфии по-другому называются средствами размножения или средствами малой полиграфии и требуют использования промежуточной печатной формы. Средства копирования обычно используются для создания небольшого количества копий (до 25 экземпляров), средства размножения — при большом тиражировании.
К средствам репрографии относятся электрографическое (ксерографическое), фотографическое, диазографическое, термографическое и электронно-графическое копирование. Среди средств оперативной полиграфии распространены гектографическая, офсетная, трафаретная (шелкографическая) и электронно-трафаретная (дупликаторная, ризографическая) печать.

## Распространение
В настоящее время наиболее распространённым способом копирования является электрография, появившаяся в конце 1940-х годов. Другими часто используемыми способами являются диазография, фото- и термокопирование.
Со второй половины XX века копировально-множительная техника активно применяется в издательском деле для выпуска малотиражных изданий.